# Seven de Nueva Zelanda 2020
El Seven de Nueva Zelanda 2020 fue la vigésima primera edición del Seven de Nueva Zelanda y es el tercer torneo de la Serie Mundial Masculina de Rugby 7 2019-20.
Se disputó del 13 al 15 de enero en el Estadio Waikato de Hamilton, Nueva Zelanda.
El campeón del torneo fue la Nueva Zelanda al vencer por un marcador de 27 a 5 a Francia.

## Formato
Se dividen en cuatro grupos de cuatro equipos, cada grupo se resuelve con el sistema de todos contra todos a una sola ronda; la victoria otorga 3 puntos, el empate 2 y la derrota 1 punto.
El equipo con más puntos en el grupo avanza a las semifinales por el campeonato, mientras que el 2° clasificado avanza a los play-off por el quinto puesto, el 3° del grupo clasifica a los play-off del noveno puesto y el 4° a los del 13° puesto.

## Equipos participantes
Además de los 15 equipos que tienen su lugar asegurado para toda la temporada se suma como invitado la selección de Japón.
| - Argentina - Australia - Canadá - Escocia | - España - Estados Unidos - Fiyi - Francia | - Gales - Inglaterra - Irlanda - Japón | - Kenia - Nueva Zelanda - Samoa - Sudáfrica |

## Resultados

### Fase de grupos

#### Grupo A
| Pos | Países         | Pts | Partidos | Partidos | Partidos | Partidos | Tantos | Tantos | Tantos |
| Pos | Países         | Pts | J        | G        | E        | P        | PF     | PC     | DP     |
| --- | -------------- | --- | -------- | -------- | -------- | -------- | ------ | ------ | ------ |
| 1   | Nueva Zelanda  | 9   | 3        | 3        | 0        | 0        | 111    | 17     | +94    |
| 2   | Estados Unidos | 7   | 3        | 2        | 0        | 1        | 71     | 33     | +38    |
| 3   | Escocia        | 5   | 3        | 1        | 0        | 2        | 43     | 81     | –38    |
| 4   | Gales          | 3   | 3        | 0        | 0        | 3        | 19     | 113    | –94    |

|  | Avanza a semifinales. |

| 25 de enero de 2020 | Escocia | 7 - 24 | Estados Unidos | Estadio Waikato, Hamilton |  |

| 25 de enero de 2020 | Nueva Zelanda | 47 - 0 | Gales | Estadio Waikato, Hamilton |  |

| 25 de enero de 2020 | Escocia | 24 - 19 | Gales | Estadio Waikato, Hamilton |  |

| 25 de enero de 2020 | Nueva Zelanda | 26 - 5 | Estados Unidos | Estadio Waikato, Hamilton |  |

| 26 de enero de 2020 | Estados Unidos | 42 - 0 | Gales | Estadio Waikato, Hamilton |  |

| 26 de enero de 2020 | Nueva Zelanda | 38 - 12 | Escocia | Estadio Waikato, Hamilton |  |

#### Grupo B
| Pos | Países     | Pts | Partidos | Partidos | Partidos | Partidos | Tantos | Tantos | Tantos |
| Pos | Países     | Pts | J        | G        | E        | P        | PF     | PC     | DP     |
| --- | ---------- | --- | -------- | -------- | -------- | -------- | ------ | ------ | ------ |
| 1   | Inglaterra | 9   | 3        | 3        | 0        | 0        | 71     | 45     | +26    |
| 2   | Kenia      | 6   | 3        | 1        | 1        | 1        | 67     | 50     | +17    |
| 3   | Sudáfrica  | 5   | 3        | 1        | 0        | 2        | 64     | 62     | +2     |
| 4   | Japón      | 4   | 3        | 0        | 1        | 2        | 24     | 69     | –45    |

|  | Avanza a semifinales. |

| 25 de enero de 2020 | Kenia | 19 - 24 | Inglaterra | Estadio Waikato, Hamilton |  |

| 25 de enero de 2020 | Sudáfrica | 31 - 5 | Japón | Estadio Waikato, Hamilton |  |

| 25 de enero de 2020 | Kenia | 12 - 12 | Japón | Estadio Waikato, Hamilton |  |

| 25 de enero de 2020 | Sudáfrica | 19 - 21 | Inglaterra | Estadio Waikato, Hamilton |  |

| 26 de enero de 2020 | Inglaterra | 26 - 7 | Japón | Estadio Waikato, Hamilton |  |

| 26 de enero de 2020 | Sudáfrica | 14 - 36 | Kenia | Estadio Waikato, Hamilton |  |

#### Grupo C
| Pos | Países  | Pts | Partidos | Partidos | Partidos | Partidos | Tantos | Tantos | Tantos |
| Pos | Países  | Pts | J        | G        | E        | P        | PF     | PC     | DP     |
| --- | ------- | --- | -------- | -------- | -------- | -------- | ------ | ------ | ------ |
| 1   | Francia | 8   | 3        | 2        | 1        | 0        | 50     | 36     | +14    |
| 2   | Canadá  | 8   | 3        | 2        | 1        | 0        | 59     | 47     | +12    |
| 3   | Irlanda | 5   | 3        | 1        | 0        | 2        | 56     | 60     | –4     |
| 4   | España  | 3   | 3        | 0        | 0        | 3        | 48     | 70     | –22    |

|  | Avanza a semifinales. |

| 25 de enero de 2020 | Canadá | 26 - 21 | Irlanda | Estadio Waikato, Hamilton |  |

| 25 de enero de 2020 | Francia | 21 - 17 | España | Estadio Waikato, Hamilton |  |

| 25 de enero de 2020 | Francia | 12 - 12 | Canadá | Estadio Waikato, Hamilton |  |

| 25 de enero de 2020 | España | 17 - 28 | Irlanda | Estadio Waikato, Hamilton |  |

| 26 de enero de 2020 | Francia | 17 - 7 | Irlanda | Estadio Waikato, Hamilton |  |

| 26 de enero de 2020 | Canadá | 21 - 14 | España | Estadio Waikato, Hamilton |  |

#### Grupo D
| Pos | Países    | Pts | Partidos | Partidos | Partidos | Partidos | Tantos | Tantos | Tantos |
| Pos | Países    | Pts | J        | G        | E        | P        | PF     | PC     | DP     |
| --- | --------- | --- | -------- | -------- | -------- | -------- | ------ | ------ | ------ |
| 1   | Australia | 7   | 3        | 2        | 0        | 1        | 83     | 45     | +38    |
| 2   | Argentina | 7   | 3        | 2        | 0        | 1        | 73     | 48     | +25    |
| 3   | Fiyi      | 7   | 3        | 2        | 0        | 1        | 48     | 50     | –2     |
| 4   | Samoa     | 3   | 3        | 0        | 0        | 3        | 31     | 92     | –61    |

|  | Avanza a semifinales. |

| 25 de enero de 2020 | Argentina | 7 - 38 | Australia | Estadio Waikato, Hamilton |  |

| 25 de enero de 2020 | Fiyi | 19 - 12 | Samoa | Estadio Waikato, Hamilton |  |

| 25 de enero de 2020 | Argentina | 40 - 0 | Samoa | Estadio Waikato, Hamilton |  |

| 25 de enero de 2020 | Fiyi | 19 - 12 | Australia | Estadio Waikato, Hamilton |  |

| 26 de enero de 2020 | Australia | 33 - 19 | Samoa | Estadio Waikato, Hamilton |  |

| 26 de enero de 2020 | Fiyi | 10 - 26 | Argentina | Estadio Waikato, Hamilton |  |

### Etapa eliminatoria

#### Decimoquinto puesto
| 26 de enero de 2020 | Samoa | 21 - 7 | Gales | Estadio Waikato, Hamilton |  |

#### Decimotercer puesto
| 26 de enero de 2020 | España | 19 - 15 | Japón | Estadio Waikato, Hamilton |  |

#### Undécimo puesto
| 26 de enero de 2020 | Escocia | 24 - 19 | Irlanda | Estadio Waikato, Hamilton |  |

#### Noveno puesto
| 26 de enero de 2020 | Fiyi | 12 - 5 | Sudáfrica | Estadio Waikato, Hamilton |  |

#### Séptimo puesto
| 26 de enero de 2020 | Argentina | 19 - 17 | Kenia | Estadio Waikato, Hamilton |  |

#### Quinto puesto
| 26 de enero de 2020 | Canadá | 28 - 7 | Estados Unidos | Estadio Waikato, Hamilton |  |

### Semifinales
| 26 de enero de 2020 | Francia | 10 - 5 | Inglaterra | Estadio Waikato, Hamilton |  |

| 26 de enero de 2020 | Nueva Zelanda | 17 - 14 | Australia | Estadio Waikato, Hamilton |  |

##### Tercer Puesto
| 26 de enero de 2020 | Australia | 33 - 21 | Inglaterra | Estadio Waikato, Hamilton |  |

##### Final
| 26 de enero de 2020 | Nueva Zelanda | 27 - 5 | Francia | Estadio Waikato, Hamilton |  |

| Bandera de Nueva Zelanda |
| Campeón Nueva Zelanda    |
| 2º título del circuito   |

## Posiciones finales
| Pos               | Equipo         |
| ----------------- | -------------- |
| Medalla de oro    | Nueva Zelanda  |
| Medalla de plata  | Francia        |
| Medalla de bronce | Australia      |
| 4                 | Inglaterra     |
| 5                 | Canadá         |
| 6                 | Estados Unidos |
| 7                 | Argentina      |
| 8                 | Kenia          |
| 9                 | Fiyi           |
| 10                | Sudáfrica      |
| 11                | Escocia        |
| 12                | Irlanda        |
| 13                | España         |
| 14                | Japón          |
| 15                | Samoa          |
| 16                | Gales          |